# سرآب نجوبران

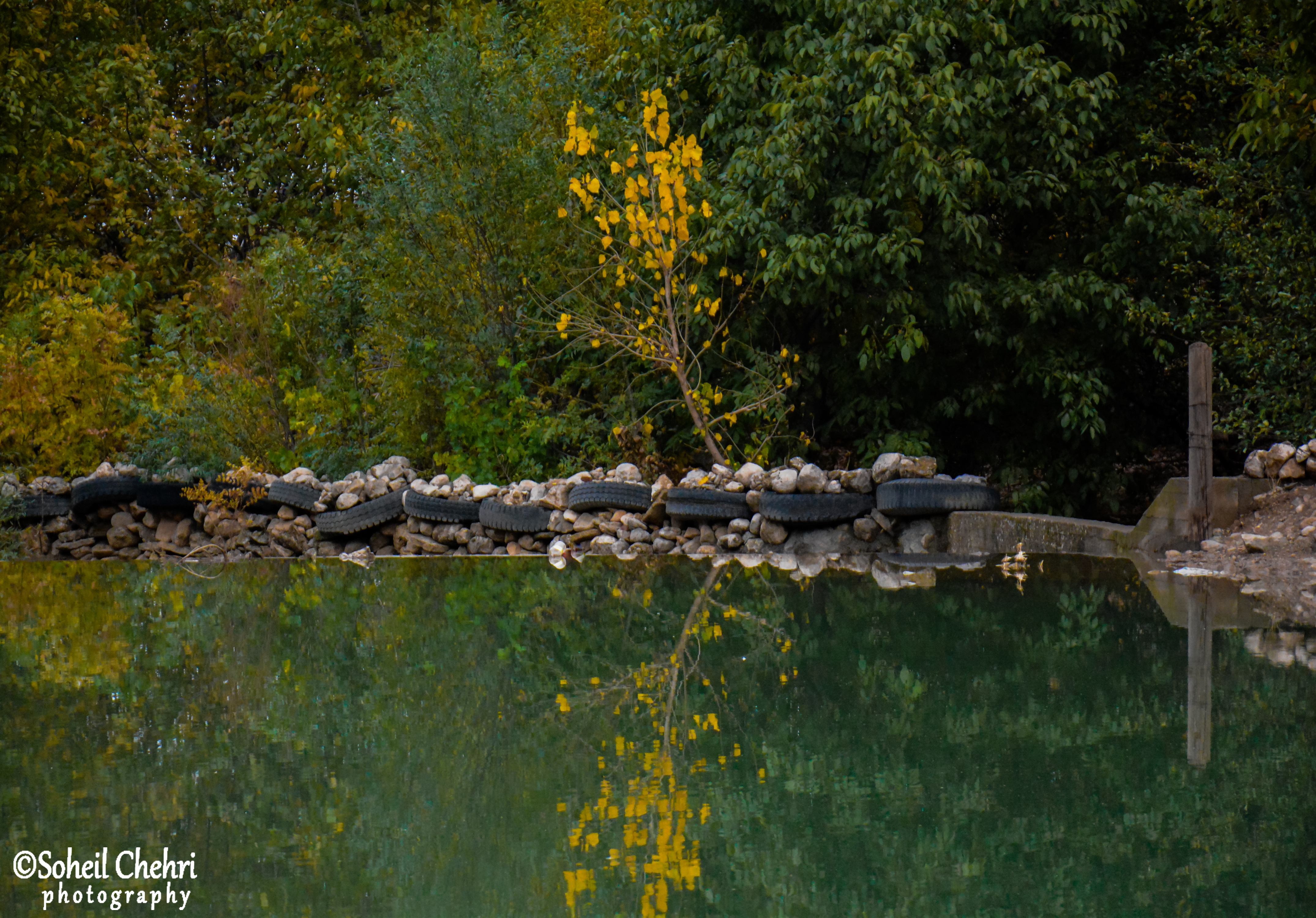
سراب نژیوران در نزدیکی بیستون

سرآب نجوبران یا سرآب نِژیوَران (به کردی: نژیوه‌ران) دریاچه‌ای مصنوعی در نزدیکی روستای نجوبران در نزدیکی شمال بیستون در استان کرمانشاه است، که در سال‌های  ۱۳۶۴ یا ۱۳۷۲ طرح‌ریزی شده‌است. آب این دریاچه شیرین بوده و از چشمه‌های اطراف تغذیه می‌شود.

## خشک شدن
در ۲ مرداد ۱۴۰۰ مدیرعامل شرکت آب منطقه‌ای استان کرمانشاه اعلام کرد که سرآب نژیوران بر اثر خشکسالی و کاهش شدید بارندگی در سال آبی اخیر خشک شده‌است.